# 포락선
포락선(envelope, 包絡線)은 어떤 단일 매개변수에 따라 정의된 무한개의 곡선이 있을 때 그 곡선족의 모든 곡선에 접하는 곡선을 이르는 말이다. 즉, 각각의 {\displaystyle t}에 대하여 곡선 가 있을 때, 이의 포락선 σ는 각각의 {\displaystyle C_{t}} 모두와 접하는 곡선이다. 정의에 의하면 일반적으로 모든 곡선은 그 접선족의 포락선이라고 말할 수 있다.
선(線)이라는 명칭은 이 개념이 일반적으로 1차원적인 도형인 곡선에 대해서만 적용되기 때문에 번역 도중 붙은 것인데, 일반적으로 원어의 'envelope' 개념은 모든 차원의 도형에 대해 적용시킬 수 있는 것이므로 차원을 특정하지 않고 포락체(包絡體)로 부르기도 한다. 2차원의 곡면에 대한 명칭은 포락면(包絡面), 3차원의 입체(곡포曲胞)에 대한 명칭은 포락포(包絡胞)이다.

## 구하는 방법
좌표변수 x, y와 단일 매개변수 t에 대한 곡선족 F(x, y, t) = 0의 포락선은 정의에 의해 모든 x, y, t에 대해 다음 두 식을 만족한다.
{\displaystyle F(x,y,t)={\partial F \over \partial t}(x,y,t)=0}
이 두 식을 이용하여 t를 소거한 방정식이 나타내는 곡선이 바로 포락선이 된다.
예를 들어 t를 매개변수로 가지는 곡선군 {\displaystyle 2tx-y-t^{2}=0}의 포락선을 구해보자.
주어진 곡선군의 식을 t에 대해 편미분하면 {\displaystyle 2x-2t=0}이므로 {\displaystyle t=x}
이 식을 원래의 곡선군 {\displaystyle 2tx-y-t^{2}=0}과 연립하여 {\displaystyle t}를 소거하면 {\displaystyle y=x^{2}}
즉, 주어진 곡선군의 포락선은 {\displaystyle y=x^{2}}이다.

## 특수한 경우의 포락선

### 매개변수 방정식이 이차일 경우
만약 매개변수 방정식 F(x, y, t) = 0이 t에 관한 이차 방정식 {\displaystyle A(x,y)t^{2}+B(x,y)t+C(x,y)=0} 을 만족할 경우, 이 곡선족의 포락선은 이 이차 방정식의 판별식인 {\displaystyle B^{2}=4AC} 에 포함된다. 증명은 다음과 같다. 먼저 위의 조건을 가정하자. 그러면,
{\displaystyle 0=4A(At^{2}+Bt+C)=(2At)^{2}+2B(2At)+4AC=(-B)^{2}+2B(-B)+4AC=4AC-B^{2}.}
이렇게 조건으로부터 위 판별식을 끌어낼 수 있다. 그러므로 위의 판별식이 표현하는 식은 포락선을 포함한다.

### 법선족의 포락선
앞의 식을 이용하여 임의의 y = f(x) 꼴 곡선의 법선군이 만드는 포락선의 방정식은 다음의 t를 매개변수로 하는 매개변수식의 자취에 포함된다는 것을 보일 수 있다.
- {\displaystyle ([t-{\frac {(1+f^{'}(t)^{2})f^{'}(t)}{f^{''}(t)}}],[f(t)+{\frac {1+f^{'}(t)^{2}}{f^{''}(t)}}])}

## 포락면
유사하게, 좌표변수 x, y, z와 단일 매개변수 t에 대한 곡면족 f(x, y, z, t) = 0의 포락면은 모든 x, y, z, t에 대해 다음 두 식을 만족한다.
{\displaystyle F(x,y,z,t)={\partial F \over \partial t}(x,y,z,t)=0}
이중 매개변수 (s, t)에 대한 곡면족 f(x, y, z, s, t) = 0의 포락면은 모든 x, y, z, s, t에 대해 다음 세 식을 만족한다.
{\displaystyle F(x,y,z,s,t)={\partial F \over \partial s}(x,y,z,s,t)={\partial F \over \partial t}(x,y,z,s,t)=0}
이 식들에서 매개변수를 소거하여 얻는 방정식이 포락면의 방정식이다.

## 포락 n-체
임의의 n차원 도형에 대해 포락 n-체를 구할 때 역시 n개의 좌표변수와 최대 n개의 매개변수가 주어진다. 그러면 위에서와 같은 방식으로 찾을 수 있는 최대 n+1개의 연립방정식이 주어지는데, 매개변수를 모두 소거하여 좌표변수만으로 이루어진 방정식을 구하면 그 방정식이 포락 n-체의 방정식이 된다.

## 같이 보기
- 축폐선
- 신개선
- 스트링아트(String Art)

## 참고 문헌
- 호리에 노부오 외, 《미분적분학 연습》, 도서출판 고섶, 2006